# ルートヴィヒ5世 (バイエルン公)
ルートヴィヒ5世（Ludwig V., 1315年 - 1361年9月18日）は、14世紀の上バイエルン公（在位：1349年 - 1361年）。ブランデンブルク辺境伯（在位：1323年 - 1351年）、チロル伯（在位：1342年 - 1361年）も兼ねた。神聖ローマ皇帝ルートヴィヒ4世とヤヴォル公ボルコ1世の娘ベアトリチェの長男。シュテファン2世は同母弟、ルートヴィヒ6世、ヴィルヘルム1世、アルブレヒト1世、オットー5世は異母弟である。

## 生涯
1323年、8歳で父からブランデンブルク辺境伯領を譲られ、1342年にはケルンテン公ハインリヒ6世の一人娘でヨハン・ハインリヒと離婚したマルガレーテと結婚した。この領土拡大政策は諸侯の反発を招き、マルガレーテとルートヴィヒ夫妻は破門、1346年にカール4世が対立王に擁立される原因になった。
翌1347年に父が没した時、義兄のマイセン辺境伯フリードリヒ2世をローマ王に推戴しようとしたが、拒否された。1349年にはギュンター・フォン・シュヴァルツブルクを対立王に擁立したが、ギュンターはすぐに退位した。同年、5人の弟と父の遺領を分割、ルートヴィヒ5世は上バイエルンを異母弟のルートヴィヒ6世、オットー5世と共同統治することになった（下バイエルンは同母弟のシュテファン2世、異母弟のヴィルヘルム1世、アルブレヒト1世が治めた）。
1351年、ブランデンブルク辺境伯領をルートヴィヒ6世に譲渡、引き換えに上バイエルンはルートヴィヒ5世の単独統治となった（オットー5世も所領を譲った）。オーストリア公アルブレヒト2世の尽力で1359年に破門を解除されるが、1361年に46歳で死去した。
マルガレーテとの間の子マインハルトに遺領が相続されたが、マインハルトも1363年に夭折すると、オーストリア公ルドルフ4世（アルブレヒト2世の子）とシュテファン2世が領土を巡って争うことになる。

## 家族
1324年にデンマーク王クリストファ2世の娘マルガレーテ（1305年 - 1340年）と結婚した。
1. エリーザベト（1326年 - 1345年）

1342年にチロル伯領相続人マルガレーテ（1318年 - 1369年）と再婚した。
1. ヘルマン（1343年 - 1360年）
2. マインハルト（1344年 - 1363年） - 上バイエルン公、チロル伯マインハルト3世

他に2人の娘がいたが、夭折したようである。